# Agnès Evein
Agnès Evein (* 29. November 1963 in Paris) ist eine französische Kostümbildnerin.

## Leben
Als Tochter des Szenenbildners Bernard Evein und der Kostümbildnerin Jacqueline Moreau kam Agnès Evein frühzeitig mit dem Filmgeschäft in Berührung. Nach ihrem Abitur im Jahr 1983 nahm sie zunächst Zeichenkurse, besuchte anschließend Schulen für Dekoration und Bildende Künste und erwarb 1987 ein Diplom in Textildesign. Sie wurde schließlich Kostümbildnerin wie ihre Mutter, unter deren Leitung sie Ende der 1980er Jahre beim Film aktiv wurde. So war sie unter anderem an André Delvaux’ im 16. Jahrhundert spielenden Film L’Œuvre au noir (1988) sowie an Bertrand Taverniers Das Leben und nichts anderes (1989) beteiligt. Ebenfalls unter der Regie von Tavernier schufen Mutter und Tochter das Kostümbild von D’Artagnans Tochter (1994) und Hauptmann Conan und die Wölfe des Krieges (1996). Für letzteren Film erhielten sie gemeinsam eine Nominierung für den César in der Kategorie Beste Kostüme.
Agnès Evein wirkte auch unter der Leitung anderer Kostümbildnerinnen. Mit Sylvie de Segonzac arbeitete sie an Jean Beckers um 1918 spielenden Film Ein Sommer auf dem Lande (1999). Mit Agnès Nègre fertigte sie Kostüme für den Fernsehfilm Die Unbekannte aus der Seine (2003).
Auch an Theater und Oper ist Agnès Evein als Kostümbildnerin tätig.

## Filmografie (Auswahl)
- 1988: L’Œuvre au noir
- 1992: Auf offener Straße (L.627)
- 1994: D’Artagnans Tochter (La Fille de d’Artagnan)
- 1996: Flairs ennemis (TV-Film)
- 1996: Hauptmann Conan und die Wölfe des Krieges (Capitaine Conan)
- 1999: Ein Sommer auf dem Lande (Les Enfants du Marais)
- 2006: Les Mains d’Andréa (Kurzfilm)
- 2003: Die Unbekannte aus der Seine (Aurélien) (TV-Film)

## Auszeichnungen
- 1997: Nominierung für den César in der Kategorie Beste Kostüme zusammen mit Jacqueline Moreau für Hauptmann Conan und die Wölfe des Krieges
- 2008: Lutin in der Kategorie Beste Kostüme für Les Mains d’Andréa